# Bergham (Otterfing)
Bergham ist ein Ortsteil von Otterfing im oberbayerischen Landkreis Miesbach. 

## Geographie
Die Kirchdorf liegt circa 500 Meter westlich vom Ortszentrum in Richtung Dietramszell.

## Geschichte
Die Endung -ham, oberdeutsch für --heim, weist auf eine Besiedlung etwa im 7./8. Jahrhundert hin. Urkundlich wurde Bergham erstmals 1149 in den Traditionen des Klosters Tegernsee als „Perchaim“ erwähnt.

## Infrastruktur und Sehenswertes
Das Dorf ist landwirtschaftlich geprägt. Sehenswert ist die 1523 errichtete Filialkirche St. Valentin, ein Vorläuferbau aus dem 14. Jahrhundert ist belegt. In dem Ort stehen weitere zwei Objekte in der Denkmalliste für die Gemeinde Otterfing.